# Campionati statunitensi di sci alpino 1976
Ai Campionati statunitensi di sci alpino 1976 furono assegnati i titoli di discesa libera, slalom gigante e slalom speciale, sia maschili sia femminili.

## Risultati
| Specialità      | Uomini      | Donne           |
| --------------- | ----------- | --------------- |
| Discesa libera  | Greg Jones  | Susie Patterson |
| Slalom gigante  | ?           | Lindy Cochran   |
| Slalom speciale | Cary Adgate | Cindy Nelson    |